# 伊万诺·巴利奇
伊万诺·巴利奇（1979年4月1日—），生於南斯拉夫斯普利特，克羅地亞男子手球運動員。巴歷在國際大賽中屢獲殊榮，曾連續6次當選大型錦標賽的最有價值球員；又曾兩度當選「世界手球先生」（IHF World Player of the Year），並在国际手球联合会舉行的評選中，獲球迷選為「史上最優秀的男子手球選手」（The Best Male Handball Player Ever）。

## 簡歷

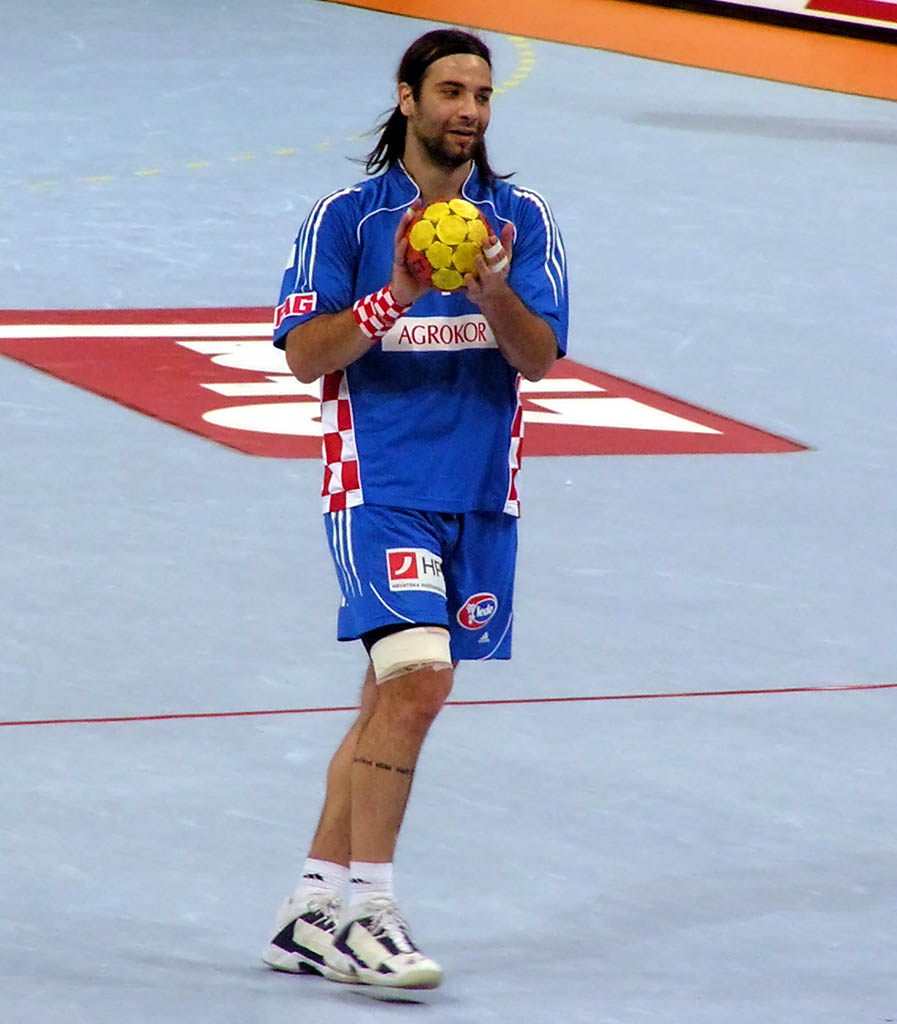
巴歷代表克羅地亞參加2007年世界手球錦標賽

巴歷在參與手球運動前，曾是斯普利特POP 84 籃球俱樂部的職業籃球員；及後，他轉到同市的手球俱樂部RK 斯普利特開展其職業手球員生涯。未幾，巴歷便代表克羅地亞國家手球隊出戰葡萄牙舉行的2003年世界男子手球錦標賽，並在八場比賽中取得29個入球及12個助攻，帶領球隊首度贏得世錦賽冠軍；一年後，他又帶領國家隊在雅典舉行的2004年夏季奧林匹克運動會手球比賽贏得金牌。
2005年，克羅地亞再次躋身世界手球錦標賽決賽，惜最終負於西班牙衛冕失敗，但巴歷仍能憑個人的突出表現，當選賽事的最有價值球員。兩年後，巴歷以隊長身分帶領國家隊出戰德國舉行的世界手球錦標賽，最終只得第五名，但巴歷再次當選最有價值球員。
在2008年歐洲男子手球錦標賽中，巴歷帶領國家隊贏得亞軍，更憑藉44個入球成為賽事的神射手，並入選當屆的全明星隊陣容。
在個人榮譽方面，巴歷曾在2003及2006年兩度當選国际手球联合会世界手球先生（World Handball Player of the Year）；亦曾被評選為2003年克羅地亞的最佳手球運動員。在2008年夏季奧林匹克運動會，他更獲委任為開幕式旗手，成為第一位獲此項榮譽的克羅地亞手球員。

## 榮譽

### 球會
- 西班牙超級盃手球聯賽

冠軍: 2005年
- 歐洲手球冠軍聯賽（EHF Champions League）

亞軍: 2005/06年
- 克羅地亞杯

冠軍: 2004年﹑2009年﹑2010年﹑2011年﹑2012年﹑
- 克羅地亞手球聯賽

冠軍: 2009年﹑2010年﹑2011年﹑2012年﹑

### 國家隊
- 奧林匹克運動會

金牌: 2004年
- 世界手球錦標賽

冠軍：2003年
亞軍：2005年﹑2009年
- 歐洲手球錦標賽

亞軍：2008年﹑2010年
季軍：2012年

### 個人
- 国际手球联合会世界手球先生

2003年﹑2006年
- 克羅地亞年度運動員

2006年
- Franjo Bučar國家體育獎

2004年